# Meine Preise
Meine Preise ist ein autobiographischer Prosatext des österreichischen Schriftstellers Thomas Bernhard. In neun Kapiteln erzählt Bernhard hier von neun ihm verliehenen literarischen Auszeichnungen. In einem Anhang werden drei seiner Dankesreden und eine Austrittserklärung dokumentiert.

## Inhalt
Der Text ist in neun Kapitel geteilt. In jedem der Kapitel schildert Bernhard den Erhalt eines Preises, mit dessen jeweiligem Namen das Kapitel überschrieben ist. Eröffnet wird das Buch von „Der Grillparzerpreis“, es folgen „Die Ehrengabe des Kulturkreises des Bundesverbandes der Deutschen Industrie“, „Der Literaturpreis der Freien und Hansestadt Bremen“, „Der Julius-Campe-Preis“, „Der Österreichische Staatspreis für Literatur“, „Der Anton Wildgans-Preis“, „Der Franz-Theodor-Csokor-Preis“, „Der Literaturpreis der Bundeswirtschaftskammer“ sowie „Der Büchnerpreis“. Im Anhang finden sich die „Ansprache bei der Verleihung des Literaturpreises der Freien und Hansestadt Bremen“, die „Ansprache bei der Verleihung des Österreichischen Staatspreises“ und die „Ansprache bei der Verleihung des Georg-Büchner-Preises“ sowie unter „Zu meinem Austritt“ seine Austrittserklärung aus der Deutschen Akademie für Sprache und Dichtung in Darmstadt dokumentiert.
Der Grillparzerpreis

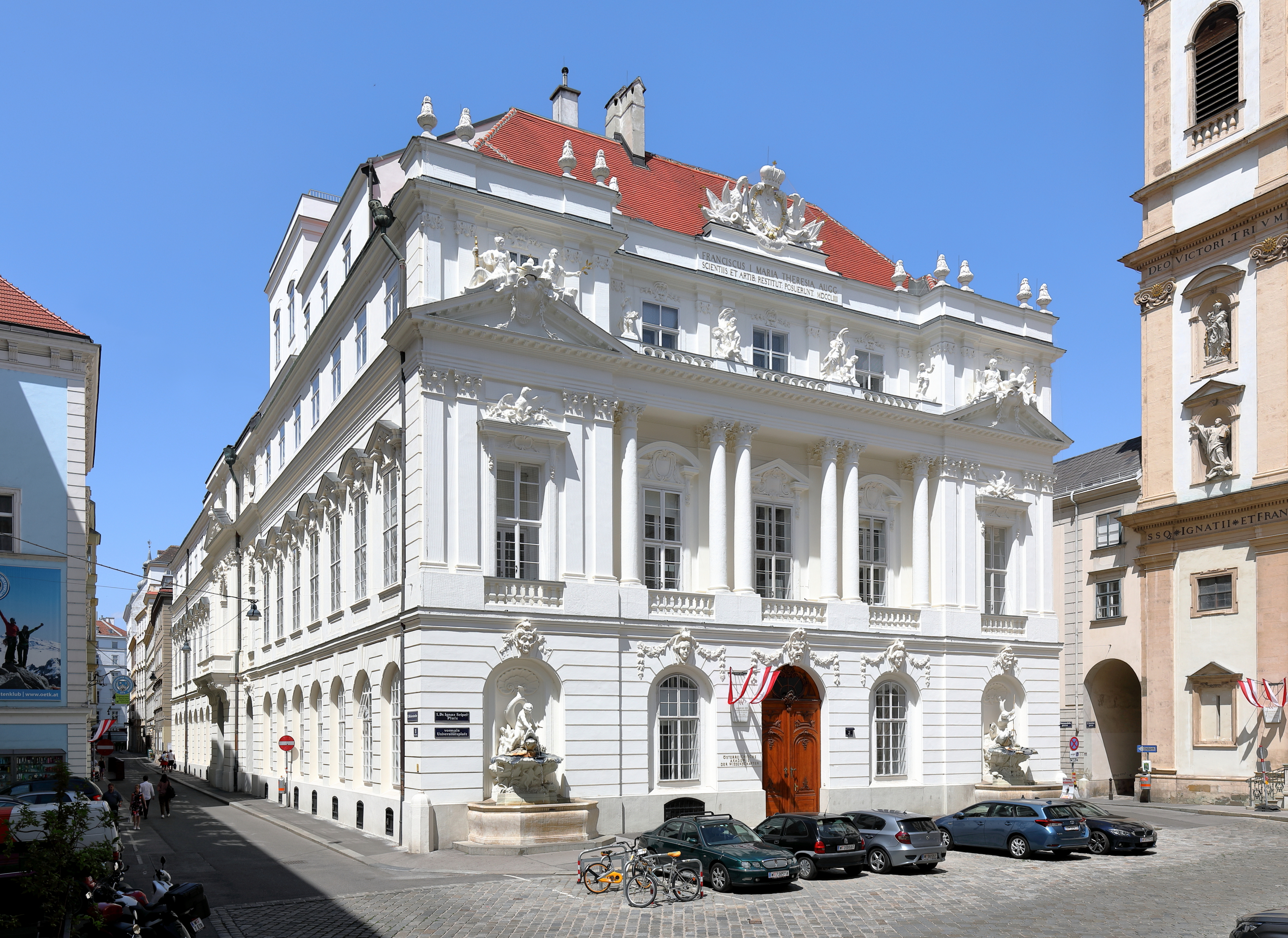
Akademie der Wissenschaften Wien

Rahmenhandlung der ersten Erzählung ist der Kauf eines Anzugs der Firma Barry in dem Wiener Bekleidungsgeschäft Sir Anthony, das Bernhard unmittelbar vor der Preisverleihung mit seiner „Tante“ (Hedwig Stavianicek) aufsuchte. Anschließend gingen die beiden zur Akademie der Wissenschaften. Dort angekommen, muss Bernhard feststellen, das ihn niemand empfängt und hineinführt, worauf die beiden den Festssal betreten und im hinteren Teil des Raums Platz nehmen. Bald stellen die unruhig wartenden Honoratioren, darunter der Präsident Hunger, fest, dass sich der Preisträger bereits im Saal befindet. Bernhard legt Wert darauf, vom Präsidenten Hunger persönlich nach vorn gebeten zu werden, was dieser nach viel Hin und Her auch schließlich tut.
Bei der folgenden Ehrung wird dem Schriftsteller der Grillparzerpreis für sein Theaterstück Ein Fest für Boris verliehen; Bernhard verzichtet auf eine Dankesrede. Nach der Überreichung steht er mit seiner Tante unbeteiligt neben den Honoratioren, worauf die neben ihm stehende Frau Minister Firnberg ausruft: „Ja, wo ist denn der Dichterling?“. Darauf verlässt Bernhard mit seiner Tante den Saal; draußen warten die Freunde des Schriftstellers und man begibt sich zum Essen in die Gösser Bierklinik. Nach dem Essen hat Bernhard den Eindruck, dass der neu erworbene Anzug viel zu eng ist und begibt sich erneut in das Bekleidungsgeschäft am Kohlmarkt. Anstandslos kann der den bei der Preisverleihung getragenen Anzug gegen ein weiter geschnittenes Modell umtauschen.
Die Ehrengabe des Kulturkreises des Bundesverbandes der Deutschen Industrie

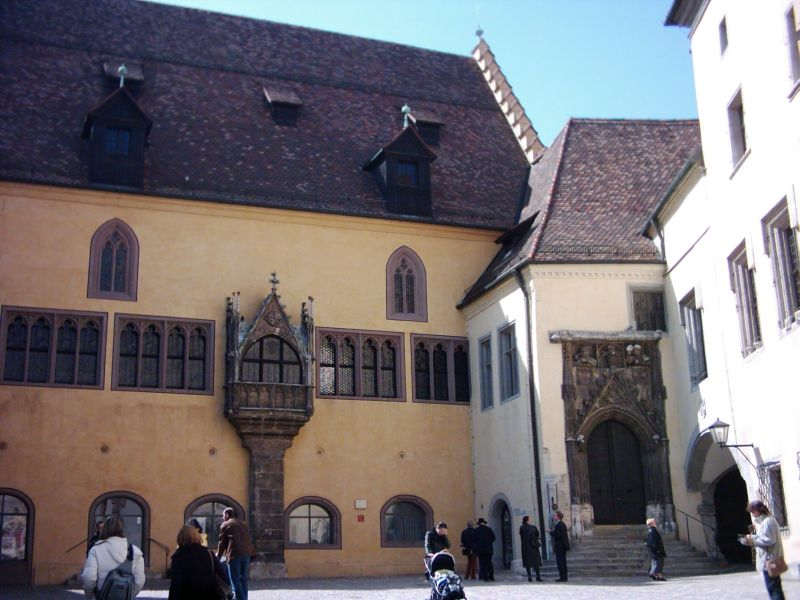
Altes Rathaus (Regensburg)

Einleitend beschreibt Bernhard seinen Aufenthalt im Jahr 1967 in dem Lungenkrankenhaus, das dem Otto-Wagner-Spital auf der Baumgartnerhöhe angegliedert ist, was der Preisverleihung vorausgeht. Um diese Behandlung zu bezahlen, muss er 15.000 Schilling aufbringen, worauf er seinen deutschen Verleger um 2000 D-Mark angeht. Stattdessen überweist ihm seine Lektorin die Summe, ohne den Verleger über den Vorgang zu informieren. Kurz darauf erhält er die Nachricht, er werde mit der Ehrengabe des Kulturkreises des Bundesverbandes der Deutschen Industrie ausgezeichnet. Im Herbst dieses Jahres fährt er nach Regensburg, um im Rathaus der Stadt die Auszeichnung in Höhe von 8000 D-Mark entgegenzunehmen, die außer ihm auch die Dichterin Elisabeth Borchers erhält. Auch die Schriftsteller Rudolf de le Roi und Hans Bender sind anwesend, die über die Preisvergabe mitbestimmt hatten. Anschließend liest der Vorsitzenden des Bundesverbands der Deutschen Industrie, Herr von Bohlen und Halbach vom Blatt ab: „und hiermit überreicht der Bundesverband der Deutschen Industrie die Ehrengaben neunzehnhundertsiebenundsechzig an Frau Bernhard und Herrn Borchers!“, doch niemand scheint diesen Irrtum bemerkt zu haben. Anschließend steigen Borchers und Bernhard aufs Podium und nehmen das Preisgeld in Höhe von je 8.000 Mark entgegen.
Wie Bernhards Briefe an Hans Bender zeigen, kannten sich die beiden Autoren schon vor dieser Preisverleihung; auch war Bernhard das Preisgeld bereits im vornherein überwiesen worden.
Der Literaturpreis der Freien und Hansestadt Bremen

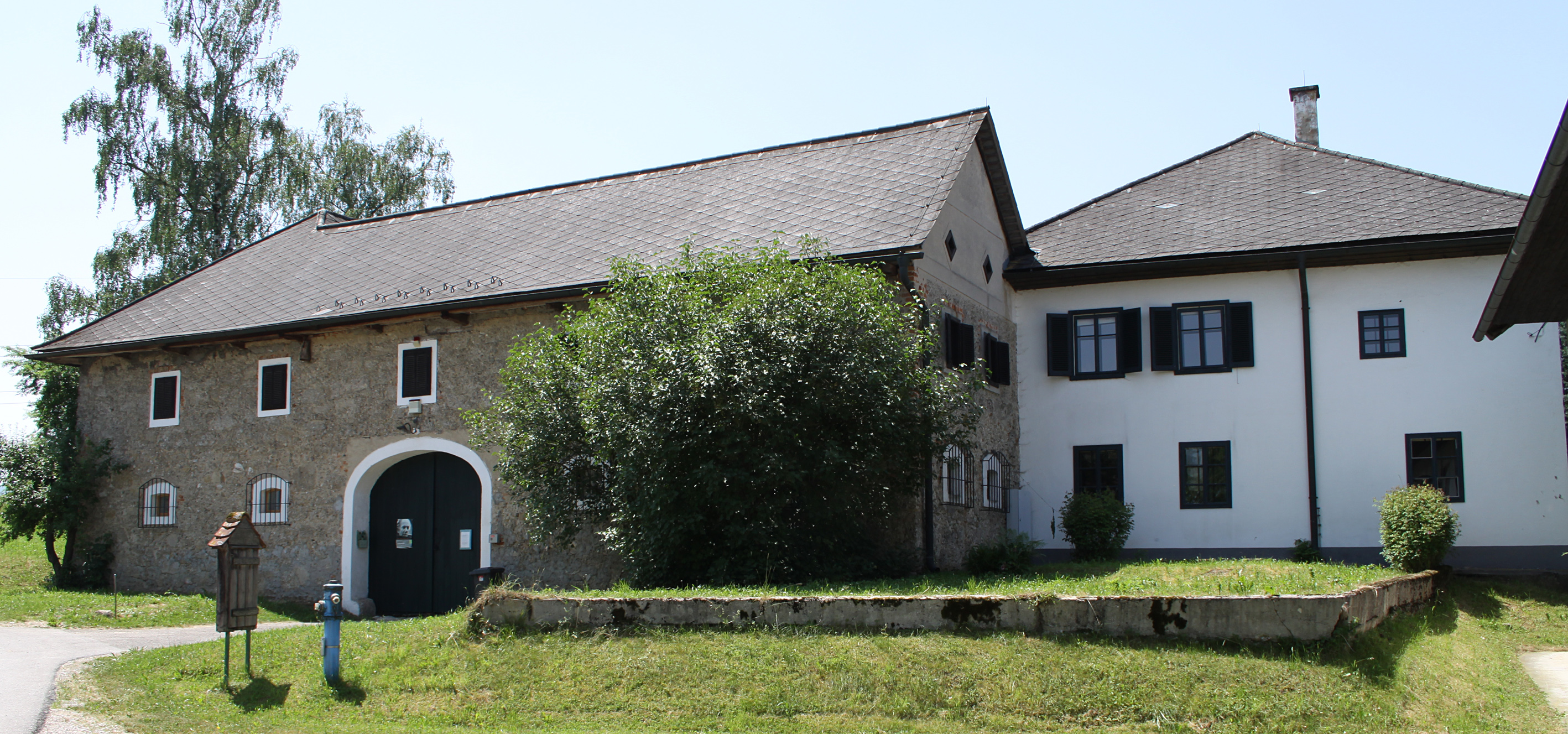
Das Thomas-Bernhard-Haus in Obernathal

Einleitend berichtet Bernhard von den Jahren nach der Veröffentlichung seines Buchs Frost (1963), in der er als Lastwagenfahrer bei der Firma Christopherus arbeitete und Bier für die Brauerei Gösser Bier ausgefahren hat. Als er von der Verleihung des Literaturpreises der Freien und Hansestadt Bremen, verbunden mit einem Preisgeld von 10.000 D-Mark erfährt, reist der Schriftsteller darauf mit seiner Tante nach Oberösterreich, um sich von einem Liegenschaftshändler alte Bauernhöfe zeigen zu lassen, doch schon beim ersten Objekt in Obernathal (Gemeinde Ohlsdorf (Oberösterreich)), das ihm gezeigt wird, willigt Bernhard ein: Es ist ein Gebäude mit „außerordentlichen Proportionen“, das trotz seines desolaten Zustands dem Schriftsteller auf Anhieb zusagt. Bernhard bekam den Zuschlag, da er am selben Tag mehr geboten hatte als der Nachbar Maxwald. Schon bald nach dem Kauf reist Bernhard nach Bremen, um die Ehrung und das Preisgeld entgegenzunehmen. Bernhard erzählt schließlich von seinem zweiten Besuch in der ihm so verhassten Hansestadt, als er Jurymitglied für den nächsten Preisträger ist, fest in der Absicht für Elias Canetti zu stimmen. Er kann jedoch mit seinem Vorschlag, Canetti für sein Werk Die Blendung (1936) zu ehren, bei den Anwesenden nicht durchdringen; „... unter den wenigen, die von Canetti wußten, war einer, der plötzlich, nachdem ich wieder Canetti gesagt hatte, sagte: aber der ist ja auch Jude.“ Von der Jury ausgewählt wurde schließlich Wolfgang Hildesheimer, Sohn jüdischer Eltern.
Der Julius-Campe-Preis

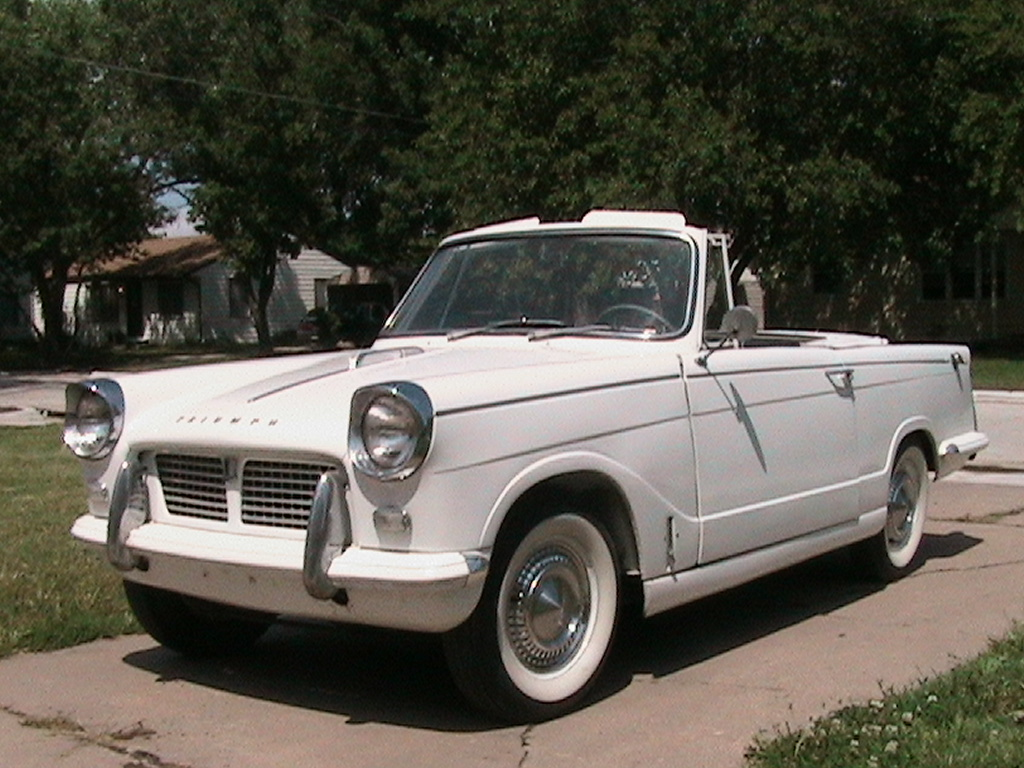
Ein weißer Triumph Herald, wie ihn Bernhard 1964 in Wien kaufte

In dieser Erzählung berichtet Bernhard von seinen Fahrten mit dem Triumph Herald, den er vom Preisgeld des vom Verlag Hoffmann und Campe verliehenen Julius-Campe-Preis im Autohaus Heller gegenüber dem Heinrichshof erwarb. Er unternimmt mit dem neuen Cabriolet Erkundungstouren im Wiener Umland; schließlich reist er nach Lovran in Istrien, wo bereits seine Tante logiert. In Rijeka erlebt er unverschuldet einen Verkehrsunfall, den er leicht verletzt übersteht; nach seiner Rückkehr in Wien vermittelt man ihm im Autohaus einen tüchtigen Rechtsanwalt, der die Versicherungssumme eintreibt, worauf sich Bernhard einen neuen Herald kauft.
Der Österreichische Staatspreis für Literatur

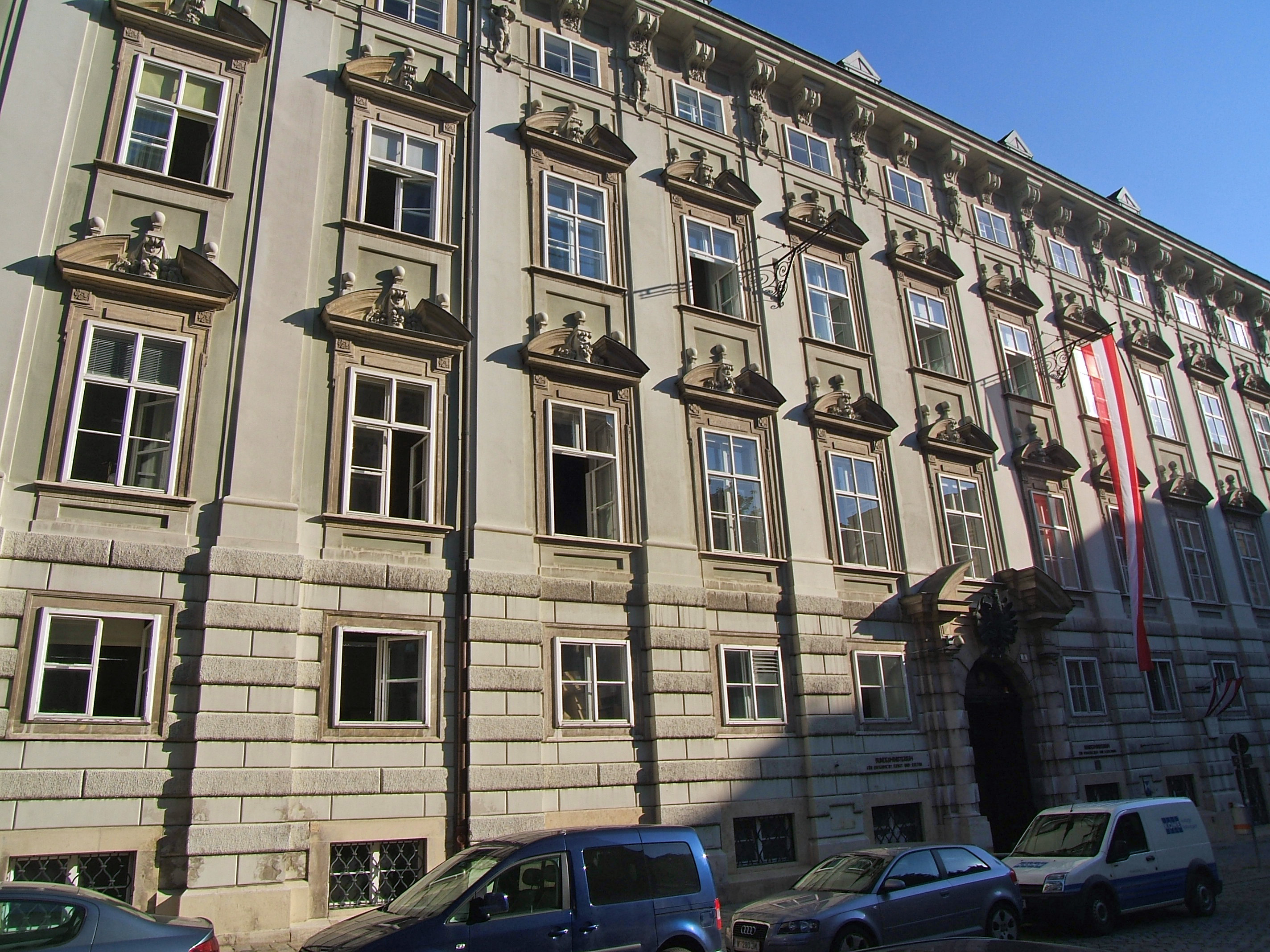
Dienstsitz des Unterrichtsministeriums im Palais Starhemberg am Minoritenplatz

Bernhard betont gleich zu Beginn der Erzählung, dass es um den „sogenannten kleinen Staatspreis“ handelt, der sonst als Förderpreis für junge Schriftsteller vorgesehen ist. Die Tatsache, dass er statt des Großen den Kleinen Staatspreis erhalte, sei beleidigend. Er hatte nicht gewusst, dass sein Bruder am letzten Tag der Einreichungsfrist Bernhards Roman Frost an der Theke des Ministeriums für Kunst und Kultur abgegeben hatte. Als schließlich Bernhard der Preis zuerkannt wird, fährt er mit seiner Tante zum Audienzsaal des Unterrichtsministeriums (dem heutigen Bundesministerium für Bildung und Frauen); die Laudatio hält der Minister Theodor Piffl-Perčević, der nach Bernhards Auffassung nichts von Kunst und Kultur versteht. Zum einen behauptet der Minister, Bernhard habe einen Roman geschrieben, der in der Südsee spiele, zum anderen sei der Schriftsteller „ein in Holland geborener Ausländer“. Bernhard zwingt sich zur Ruhe und hält darauf seine Ansprache, die zum Rundumschlag auf die österreichische Mentalität gerät (Der Staat ist ein Gebilde, das fortwährend zum Scheitern, das Volk ein solches, das ununterbrochen zur Infamie und Geistesschwäche verurteilt ist), was einen Eklat hervorruft und den Minister polternd den Saal verlassen lässt. Der Schriftsteller Rudolf Henz stürmt zum Podium und droht Bernhard mit der Faust. Alle eilen dem Minister hinterher, zurück blieben Thomas Bernhard, seine Freunde und einige, ratlos am Buffett stehende Kellner.
Anhand dieses besonders gut dokumentierten Vorfalles lässt sich exemplarisch studieren, auf welche Weise Bernhard die Darstellung und Bewertung des Geschehens über die Jahre hin überarbeitete. Es zeigt sich, dass Bernhards Versionen des Geschehens in „Meine Preise“ (ca. 1980) und „Wittgensteins Neffe“ (1982) in zahlreichen Punkten im Widerspruch stehen zu anderen Darstellungen, aber auch zu Bernhards eigenen Schilderungen aus dem Jahr 1968. Ähnliches gilt für die Verleihung des Anton Wildgans-Preises.
Der Anton-Wildgans-Preis

In der kurzen Erzählung berichtet Bernhard von den Umständen, unter denen er den Preis der Industriellenvereinigung erhielt. Ihm sollte der Preis kurz nach der zuvor beschriebenen Zeremonie verliehen werden, mit dem Minister Piffl-Perčević als Ehrengast; nach dem Eklat wird die festliche Verleihung schriftlich abgesagt. „Man schickte mir, ohne jede weitere Mitteilung über Wieso und Warum […] diese Ausladung …“; die Auszeichnung erhielt Bernhard darauf mit der Post. Abschließend gibt Bernhard das Gespräch wieder, dass er kurz danach mit dem Jurymitglied Gerhard Fritsch führte; er fragt Fritsch, ob er gegen diese „Handlungsweise protestieren, aus der Jury austreten und seinen Sitz zurücklegen werde.“ Doch Fritsch weigert sich; er sei „vielfacher Kindsvater und dreier immensins Geld gehender Frauen.“ Bernhard erwähnt, dass sich Fritsch bald darauf das Leben nahm, „der arme Mensch, der inkonsequente, bedauerliche, der erbarmungswürdige.“
Der Franz-Theodor-Csokor-Preis

Die Verleihung des Franz-Theodor-Csokor-Preises 1972 nimmt Bernhard zum Anlass, an frühe Begegnungen mit Franz Theodor Csokor, einem Freund seines Großvaters zu erinnern. Dies gibt ihm wiederum Gelegenheit, zwei Begegnungen mit dem Schriftsteller George Saiko in Wien und in Venedig zu schildern. Bei der Preisverleihung hält Piero Rismondo die Laudatio; das Preisgeld von 18.000 Schilling schenkte er der Häftlingsfürsorge in Stein.
Der Literaturpreis der Österreichischen Bundeswirtschaftskammer für Der Keller

Der Literaturpreis der Österreichischen Bundeswirtschaftskammer, den Bernhard für sein autobiografisches Werk Der Keller. Eine Entziehung erhält, gibt dem Schriftsteller Gelegenheit, sich an seine Zeit als Kaufmannslehrling zu erinnern. Bei der Preisverleihung begegnet er dem Präsidenten der Salzburger Handelskammer, Herrn Haidenthaller. Man stellt beim Gespräch fest, dass der junge Bernhard bei Haidenthaller seine Kaufmannsgehilfenprüfung abgelegt hatte. Von seinem Salzburger Verleger (des Residenz Verlags) erfährt Bernhard beiläufig, dass Haidenthaller todkrank ist und nur noch wenige Wochen zu leben hat; zwei Wochen später stirbt der Mann tatsächlich; „Ohne den Preis […] hätte ich Herrn Haidenthaller nicht mehr gesehen und ich wüßte heute nicht so viel über meine eigenen Vorfahren […], er hatte die Meinigen gut gekannt.“
Der Büchnerpreis

Die Tatsache, dass er anlässlich der Verleihung des Büchnerpreises aufgefordert wird, eine Rede über Georg Büchner zu entwerfen, veranlasst Bernhard, nicht über den Dichter zu schreiben, sondern nur über Dinge, die mit ihm selbst zu tun haben. Zur Rechtfertigung meint er, dass Büchner mit dem Preis gar nichts zu tun habe, der lange nach seinem Tod geschaffen wurde, sondern nur die Deutsche Akademie für Sprache und Dichtung. Nach der Preisverleihung kommt es zu kurzen Begegnungen mit Werner Heisenberg und Joachim Kaiser, die ebenfalls geehrt wurden. Seine mitgereiste Tante, die wie Büchner an diesem Tag Geburtstag hat, erhält 76 Rosen.

## Geschichte
Der Text entstand wahrscheinlich 1980 als rund 50-seitiges Typoskript. „Der Nachlaßbefund lässt vermuten, Thomas Bernhard habe das Typoskript Meine Preise […] seinem Verleger wie angekündigt ‚im März 1989‘ zum Druck geben wollen.“ Da der Autor im Februar 1989 verstarb, erschien der Text erst 2009 aus dem Nachlass im Suhrkamp Verlag, ergänzt um eine editorische Notiz von Raimund Fellinger und einige Faksimiles von Typoskriptseiten.
Im Nachlass lag der Band gemeinsam mit fragmentarischen Entwürfen zu einem unveröffentlicht gebliebenen Prosatext namens „Neufundland“ vor, das Konvolut liegt heute im Thomas-Bernhard-Archiv in Gmunden unter der Nummer SL 12.14/1-3.

## Ausgabe
- Thomas Bernhard: Meine Preise, Frankfurt am Main 2009, ISBN 978-3-518-42055-3